# Carpow
Carpow, starověká římská pevnost, ležela na území dnešního Skotska, a to na soutoku řek Tay a Earn.
Vzhledem k rozloze téměř 12 hektarů šlo o jednu z velkých pevností. Posádku tvořily postupně dvě legie, Legio II Augusta a Legio VI Victrix. Pevnost postavili z trvanlivého, odolného materiálu: z kamene a cihel, střešní krytinu tvořily tašky. Sloužila od druhé poloviny 2.  století do začátku 3.  století, zejména v době kampaně Septimia Severa v této oblasti mezi léty 208 a 211. Kvůli poloze na jižní straně ústí Tay však nemohla být používána jako základna pro jeho útoky na sever a pravděpodobně byla postavena v roce 185 za vlády římského císaře Commoda, aby podporovala jeho kampaně. Lokalita zatím nebyla celá prozkoumána, ale pravděpodobně právě odtamtud byly zásobovány římské jednotky v okolí.
Pevnost Carpow se v ravennské Kosmografii zřejmě nazývá  “Horrea Classis” nebo “Poreo Classis”.

## Umístění

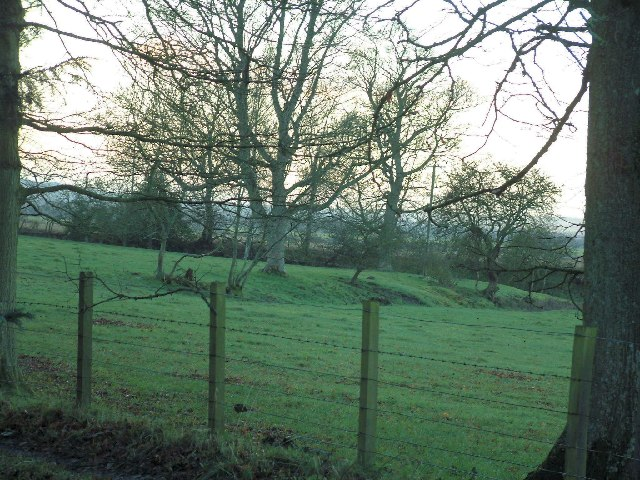
Římská pevnost Carpow ve vesničce Carpow

Pevnost Carpow ležela na pobřežní pláni na jižním břehu řeky Tay přibližně kilometr na východ od soutoku Tay s řekou Earn. Řeka Tay ústila do moře na východ od pevnosti, která díky tomu měla přístup k Severnímu moři.
V době, kdy byla v pevnosti posádka, ležel Antoninův val od ní na jih a její okolí obývali lidé, o nichž se v římských pramenech hovořilo jako o Kaledoncích. V následujících desetiletích Římané místní obyvatele nazývali Pikty. Jejich důležitá pevnost Clatchard Craig ležela na kopci bezprostředně na východ od pevnosti Carpow. 

## Popis současného stavu
Carpow je v současnosti také název vesničky, která se skládá z několika domů na východ od ústí řeky Earn. Tato obydlí částečně stojí na území bývalé pevnosti a jediným viditelným zbytkem je její severní hradba. Dochovala se v podobě vyvýšeniny vysoké přibližně 1,6 metru.
Při pohledu z výšky, zejména z letadla, však lze rozeznat celý čtyřúhelníkový obrys hradeb pevnosti a zbytky budovy vojenského velitelství (principia). Jak principia, tak dům velitele pevnosti měly střechy kryté taškami se symbolem šesté legie. K jejímu čestnému titulu ‘PF’, zkratce ‘Pia Fidelis’ (zbožná a věrná) bylo připojeno písmeno ‘B’ poukazující na titul ‘Britannica’ - udělený za vítězství v Británii. Tentýž titul nosil císař Severus a jeho synové. Těchto tašek bylo objeveno více než 200.

## Archeologické výzkumy
Až v roce 1783 si tamější obyvatelé uvědomili, že Carpow je spojen s Římany, a to díky nepochybným známkám římské vojenské přítomnosti.
Výzkum v této lokalitě probíhal v letech 1961–1962, poté v letech 1964 až 1979. Byly objeveny mince, z nichž plyne, že pevnost byla obsazena mezi koncem 2. století a na začátku 3. století. Nejranější nalezená mince byla silně opotřebovaná a spadá do doby vlády císaře Hadriána. Zatím poslední nalezená mince byla objevena ve výtečném stavu a pochází z doby, kdy vládl římský císař Caracalla.
Při vykopávkách byly nalezeny budovy principia, praetoria, lázně a sýpka. Nápisy Legio II Augusta a Legio VI Victrix se dochovaly na zlomcích kamenného zdiva, respektive na střešních taškách.

## Identifikace s Horrea Classis
Ravennská Kosmografie, byzantský geografický text sestavený v Ravenně během 8. století, se zmiňuje o místě zvaném buď „Horrea Classis“, nebo „Poreo Classis“, které se zřejmě nachází ve východních nížinách Skotska.
Slova „Poreo Classis“ nedávají smysl, proto snad jde o chybu písaře, ale může jít také o latinskou verzi staršího britského místního jména, což by mohlo lépe vysvětlit moderní prvek „Pow“. “Horrea Classis” se dá z latiny přeložit jako “námořní sklady”.
Několik vědců došlo k závěru, že právě pevnost Carpow díky tomu, že ležela u moře a měla velkou sýpkou, je „Horrea Classis“.